# Realismo (teatro)

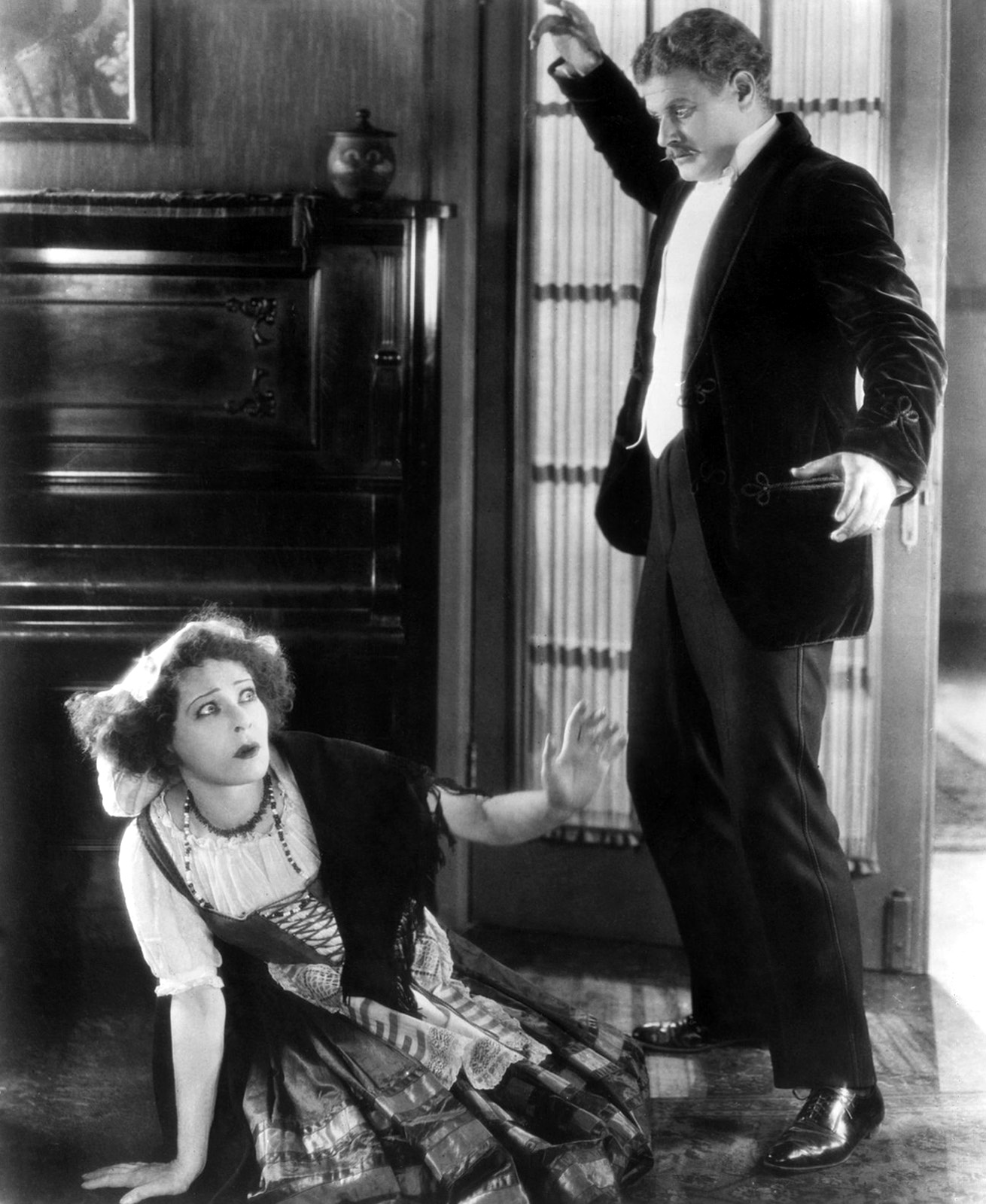
Escena de A Doll's House, una película muda de 1922 protagonizada por Alla Nazimova y Alan Hale, Sr. El autor de la obra original, Henrik Ibsen, fue un influyente exponente del realismo en el teatro.

El realismo teatral fue un movimiento artístico general que comenzó en el teatro del siglo XIX, alrededor de la década de 1870, y permaneció presente durante gran parte del siglo XX. Desarrolló un conjunto de convenciones dramáticas y teatrales con el objetivo de aportar una mayor fidelidad de la vida real a los textos y actuaciones. Estas convenciones ocurren en el diseño del texto, (escenografía, vestuario, sonido e iluminación), estilo de interpretación y estructura narrativa. Incluyen recrear en el escenario un facsímil de la vida real, excepto perder una cuarta pared (en las etapas del arco de proscenio). Los personajes hablan en un diálogo naturalista y auténtico sin versos o estilos poéticos, y la actuación pretende emular el comportamiento humano en la vida real. Las narrativas suelen estar orientadas psicológicamente e incluyen escenarios cotidianos y ordinarios. La acción narrativa avanza en el tiempo y no se producen presencias sobrenaturales (dioses, fantasmas, fenómenos fantásticos). El sonido y la música son solo diagéticos. Parte de un movimiento más amplio, el realismo artístico, incluye el naturalismo teatral y el realismo socialista.
El primer dramaturgo profesional de Rusia, Alekséi Písemski, junto con León Tolstói (en su El poder de las tinieblas de 1886), comenzó una tradición de realismo psicológico en Rusia. Se requería un nuevo tipo de actuación para reemplazar las convenciones declamatorias de la pièce bien fait con una técnica capaz de transmitir el habla y los movimientos que se encuentran en las situaciones domésticas de la vida cotidiana. Esta necesidad fue suplida por las innovaciones del Teatro de Arte de Moscú, fundado por Konstantín Stanislavski y Vladímir Nemiróvich-Dánchenko. Mientras que la sutil expresión de emoción en La gaviota de Antón Chéjov (1896) a través de las pequeñas conversaciones cotidianas inicialmente no había sido apreciada en una producción tradicionalmente más tradicional en San Petersburgo, una nueva puesta en escena del Teatro de Arte de Moscú supuso un éxito inmediato, tanto de la obra, como para su autor, como a la compañía. Un desarrollo lógico fue llevar la revuelta contra el artificio teatral un paso más en la dirección del naturalismo, y Stanislavski, especialmente en su producción de Los bajos fondos de Máximo Gorki, ayudó a este movimiento a lograr el reconocimiento internacional. Las innovadoras producciones de obras de Chéjov del Teatro de Arte de Moscú, como Tío Vania y El jardín de los cerezos, a su vez influyeron en Máximo Gorki y Mijaíl Bulgákov. Stanislavski desarrolló su «sistema», una forma de formación de actores que se adapta particularmente bien al realismo psicológico.
El realismo del siglo XIX está estrechamente relacionado con el desarrollo del drama moderno, que, como explica Martin Harrison, «se dice que comenzó a principios de la década de 1870» con el trabajo del dramaturgo noruego Henrik Ibsen. El drama realista de Ibsen en prosa ha sido «enormemente influyente». Los dramas de Ibsen significan un cambio en la visión del mundo y subrayan la necesidad de un giro en la estructuración de la sociedad. La nueva mentalidad pragmática del pueblo irlandés se refleja en los dramas socio-críticos del noruego. Pues apela a su nacionalismo y a su patriotismo como una ventana hacia la manifestación del realismo de la vida irlandesa.
En la ópera, el verismo se refiere a una tradición italiana posromántica que buscaba incorporar el naturalismo de Émile Zola y Henrik Ibsen. Incluía representaciones realistas, a veces sórdidas o violentas, de la vida cotidiana contemporánea, especialmente la vida de las clases bajas.

## Distinción de Stanislavski
Como parte de un argumento estratégico en su época, Stanislavski usó el término «realismo psicológico» para distinguir su «sistema» de actuación de sus propias primeras etapas naturalistas de las obras de Antón Chéjov, Máximo Gorki y otros. Jean Benedetti argumenta que:
«El naturalismo, para él, implicaba la reproducción indiscriminada de la superficie de la vida. El realismo, por otro lado, mientras tomaba su material del mundo real y de la observación directa, seleccionaba solo aquellos elementos que revelaban las relaciones y tendencias bajo la superficie. El resto fue descartado».
Sin embargo, como se usa en la literatura crítica de hoy, el término «naturalismo» tiene un alcance más amplio que ese, dentro del cual cae todo el trabajo de Stanislavski. En este sentido más amplio, el naturalismo o «realismo psicológico» es distinto tanto del realismo socialista como del realismo crítico desarrollado por el teatro épico de Bertolt Brecht.